# Horst Engel (Politiker, 1927)
Horst Engel (* 7. Juli 1927 in Berlin; † 17. Dezember 1984) war ein deutscher Politiker (SPD) und Abgeordneter des Hessischen Landtags.

## Ausbildung und Beruf
Horst Engel arbeitete nach Abschluss der Volks- und Oberschule als Journalist für das Hamburger Echo und als Wahlkreismitarbeiter von Herbert Wehner. 1954 wechselte er ins Rhein-Main-Gebiet nach Offenbach und war dort in der Versicherungsbranche tätig.
Horst Engel war verheiratet und hatte zwei Kinder.

## Politik
Horst Engel war seit 1948 Mitglied der SPD.
Von 1960 bis 1975 war er Stadtverordneter in Offenbach am Main und dort von 1963 bis 1973 SPD-Fraktionsvorsitzender.
Im Hessischen Landtag war er vom 8. August 1972, als er für seinen verstorbenen Parteifreund Olaf Radke nachrückte, bis zu seinem Tode am 17. Dezember 1984 über fünf Wahlperioden lang Mitglied. Er kandidierte stets im Wahlkreis Offenbach-Stadt, in dem er bei den Landtagswahlen 1974, 1978 und 1983 direkt gewählt wurde. Bei der Landtagswahl in Hessen 1982 unterlag er dem Christdemokraten Hermann Schoppe und zog über die SPD-Landesliste in den Landtag ein.

## Sonstige Ämter
Horst Engel war Mitglied im Verwaltungsrat der Städtischen Sparkasse Offenbach.

## Auszeichnungen und Ehrungen
- 1984: Bundesverdienstkreuz 1. Klasse[1]
- Bürgermedaille Stadt Offenbach